# Akademie der Polizei Baden-Württemberg

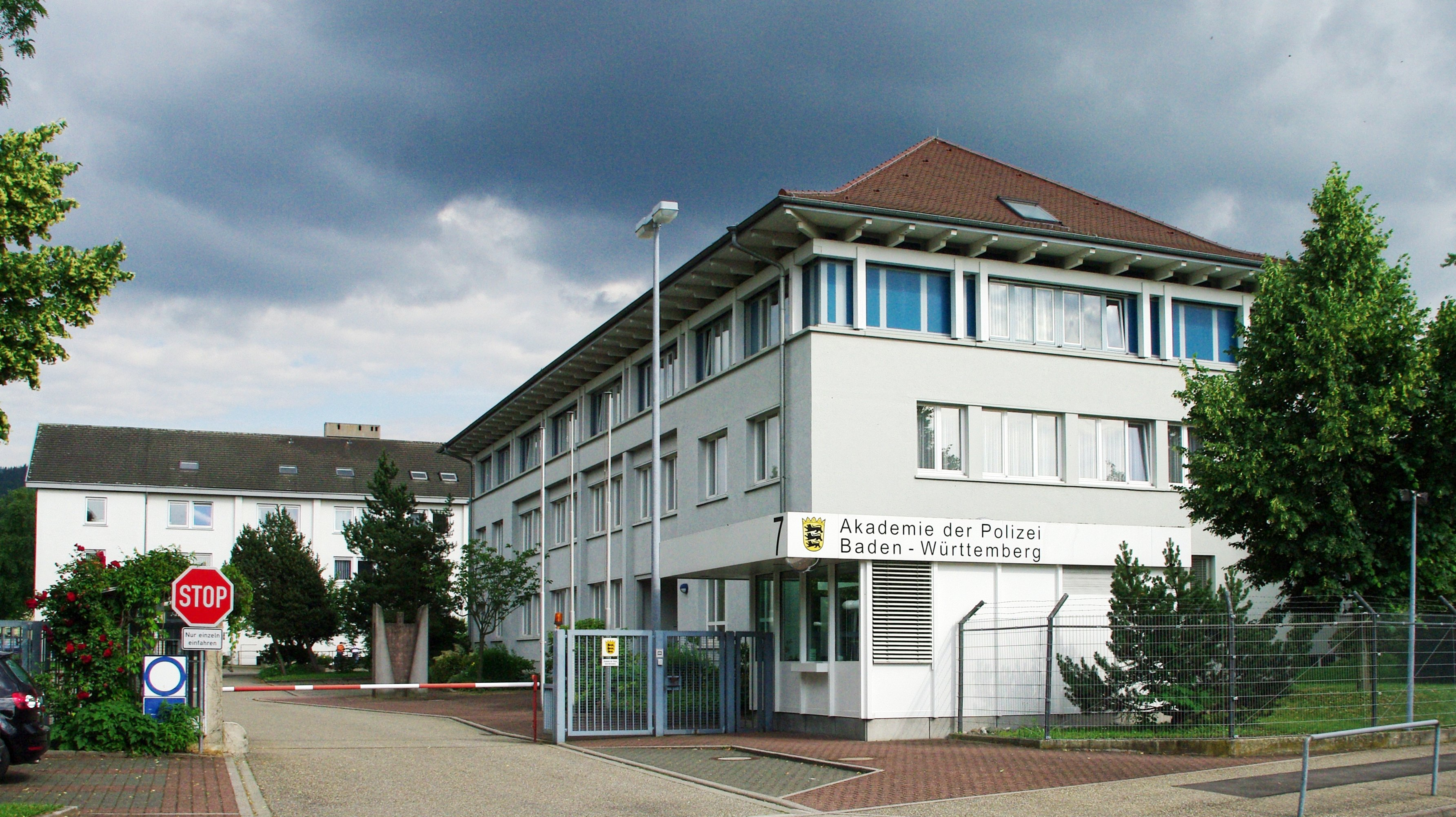
Die frühere Akademie der Polizei Baden-Württemberg am Standort Freiburg im Breisgau

Die Akademie der Polizei Baden-Württemberg (AkadPol BW) ging im Jahr 2000 als Ergebnis der Reform der Aus- und Fortbildung aus der Landes-Polizeischule Baden-Württemberg hervor. Der Bereich der Ausbildung wurde aus der Akademie der Polizei ausgegliedert, von der Bereitschaftspolizei übernommen und im Jahr 2014 zur Hochschule für Polizei Baden-Württemberg.
Am Standort Freiburg befand sich ein Kriminalmuseum, in dem unter anderem ein Raum dem Einbruch in die Burg Hohenzollern im Jahr 1953 gewidmet war. Das Museum wurde nach Böblingen verlegt.

## Geschichte
Die AkadPol führte im Jahre 2005 mit ihren 195 Bediensteten an den Standorten Freiburg im Breisgau ▼ und Wertheim ▼ 778 thematisch unterschiedliche Veranstaltungen (Seminare, Trainings und Tagungen) mit 26.800 Teilnehmern zentral in eigenen Räumen und dezentral bei den Dienststellen durch.
Etwa 900 Fremdreferenten aus Behörden und Einrichtungen des Landes und dem Unternehmensbereich unterstützten sie bei ihrer Arbeit. Unter den Teilnehmern befanden sich auch Bedienstete aus den Nachbarländern insbesondere Frankreich und Schweiz sowie aus den MEPA-Staaten (Mitteleuropäische Polizeiakademien).
In Kooperation mit der Großen Moschee in Buggingen führt die Akademie seit 2006 regelmäßig dreitägige Seminare für Polizisten zur interkulturellen Kompetenz durch.
Im Rahmen einer Polizeireform in Baden-Württemberg wurde die Polizeiakademie als Institut für Fortbildung und Management in die Hochschule für Polizei Baden-Württemberg eingegliedert und nach Böblingen verlegt. Der Standort Wertheim wurde 2015 und der Standort Freiburg 2016 aufgegeben.

### Flüchtlingskrise ab 2015
Im Sommer 2015 entstand im Zuge der Flüchtlingskrise auf dem Sportplatz der Akademie in Freiburg eine bedarfsorientierte Erstaufnahmeeinrichtung (BEA) für mehrere hundert Flüchtlinge. Inzwischen hat die Polizei die Gebäude geräumt und drei der vier Gebäude wurden schon zu einer festen Landeserstaufnahmeeinrichtung (LEA) umgebaut.
Die Räumlichkeiten in Wertheim wurden ebenfalls durch die Stadt als Erstaufnahmestelle eingerichtet. In der Einrichtung fehlte lange umfassendes staatliches Personal, da sie noch keine offizielle Landeserstaufnahmeeinrichtung ist. Daher kümmerten sich ehrenamtliche Helfer sowie das Deutsche Rote Kreuz und das Technische Hilfswerk um die Betreuung. Da mehr Flüchtlinge erwartet wurden, statteten freiwillige Helfer u. a. von THW und DRK die zur Akademie gehörende Turnhalle bis zum 18. September 2015 mit rund 400 Schlafplätzen aus. In der Nacht zum Samstag, den 19. September 2015 brach ein Brand in der Turnhalle aus. Die Einsatzkräfte der Feuerwehr wurden um 0:50 Uhr alarmiert und löschten mit einem Großaufgebot den Brand. Zwei Bewohner eines benachbarten Altenheims kamen mit Verdacht auf Rauchgasvergiftung in eine Klinik. Nach Angaben der Stadt Wertheim ist die Halle nun einsturzgefährdet und kann nicht mehr genutzt werden.
An der Rückseite der Halle fanden Polizisten an einer Tür Spuren, die auf einen Einbruch hindeuten. Zeugen berichteten, sie hätten eine dunkel gekleidete Person gesehen, die sich von dem Gebäude entfernt hätte und in einem PKW weg fuhr. Wertheims Oberbürgermeister Stefan Mikulicz (CDU) erklärte noch in der Nacht, er sei bestürzt und betroffen. Er gehe von einem Brandanschlag aus. In den folgenden Wochen bestätigte die Kriminalpolizei, dass jemand in die Halle eingedrungen und einen Brandsatz gelegt habe.

## Aufgaben
Die AkadPol wurde Zentralstelle für die Fortbildung der Bediensteten der Polizei des Landes und koordiniert fachlich und organisatorisch die Fortbildung der Bildungseinrichtungen und der Dienststellen der Polizei des Landes. Die organisatorische Koordination erfolgt über die „Zentrale Koordinierungsstelle für Fortbildung“. Die AkadPol betreibt mit Polizei-Online ein Bildungsmanagementsystem über das unter anderem alle Fortbildungsmaßnahmen der Polizei gebucht werden können. Polizei-Online unterstützt das Selbststudium durch Lernmedien und Tutoring, mittels elektronisch unterstützten und integrierten Lernens. Es sind 24.000 Bedienstete über das System erreichbar.
Die Aufgaben der Akademie der Polizei sind in der Verwaltungsvorschrift des Innenministeriums über die Akademie der Polizei Baden-Württemberg (VwV-AkadPol BW) vom 20. Dezember 1999, Az 3-1160.5-AkadPol/1 festgelegt:
- Zentrale Koordinierung der Fortbildung der Polizei Baden-Württemberg,
- Planung und Durchführung eigener Fortbildungsmaßnahmen,
- Unterstützung der Fortbildungsmaßnahmen anderer Fortbildungs- und Bedarfsträger durch die Entsendung von Lehrpersonal,
- Fertigung und Überlassung von Lehr- und Lernunterlagen,
- Beratung und Unterstützung der polizeilichen Praxis,
- Betrieb einer Hotline und Wissensdatenbank,
- Ausbildung nach der VwV über die Qualifizierung für den Aufstieg in den gehobenen Polizeivollzugsdienst (ASL)